# Football Club Biel-Bienne
Maillots
Actualités
Le FC Biel-Bienne est un club de football suisse basé à Bienne, dans le canton de Berne. Fondé en 1896, l'équipe évolue pendant plusieurs années en Ligue nationale A, puis en B. Le FC Biel-Bienne joue actuellement en Promotion League.
À domicile, les joueurs évoluent à la Tissot Arena qui peut accueillir 5 200 spectateurs.

## Historique
- 1896 : Fondation du Football-Club de Bienne
- 1907 : Renommé Vereinigter Fussball-Club Biel
- 1911 : Renommé Fussballclub Biel/Bienne
- 1913 : Ouverture du Stade de la Gurzelen
- 1947 : Champion de Suisse LNA
- 1948 : Vice-champion de Suisse de LNA
- 1960 : Vice-champion de Suisse de LNA
- 1961 : Finaliste de la Coupe de Suisse (0-1 vs. La Chaux-de-Fonds)
- 1976 : Relégation en LNB
- 1989 : Relégation en 1re Ligue
- 1990 : Relégation en 2e Ligue
- 1994 : Promotion en 1re Ligue
- 2008 : Promotion en Challenge League
- 2011 : Demi-finaliste de la Coupe de Suisse
- 2015 : Ouverture du nouveau stade, la Tissot Arena
- 2016 : Le 7 juin, la société FC Biel/Bienne SA, qui gère le club est officiellement mise en faillite par la section civile du Tribunal régional Jura bernois-Seeland en révoquant le sursis concordataire de la société. Un club amateur pourra porter le nom FC Biel/Bienne et évoluer en cinquième ou sixième division[1].
- 2017 : Promotion en 2e Ligue interrégionale
- 2018 : Promotion en 1re Ligue
- 2021 : Promotion en Promotion League
- 2025 : Finaliste de la Coupe de Suisse

## Palmarès et résultats

### Palmarès
| Compétitions nationales | Compétitions régionales |
| - Championnat de Suisse (1) - Champion : 1947. - Vice-champion : 1948 et 1960. - Championnat de Suisse D2 (2) - Champion : 1957 et 1975. - Championnat de Suisse D3 (1) - Champion : 2008. - Coupe de Suisse - Finaliste : 1961 et 2025. | - Championnat de Suisse D4 (1) - Champion : 1994. - Championnat de Suisse D5 (1) - Champion : 2018. - Coupe horlogère (1) - Champion : 1968. |

## Joueurs et personnalités du club
https://www.fcbiel-bienne.ch/fr/%C3%A9quipes/1%C3%A8re-%C3%A9quipe/contingent

### Joueurs emblématiques
- Robert Ballaman
- Thomas Bickel
- Jupp Derwall
- Karl Grob
- Fritz Jucker
- Alex Matter
- Raphaël Nuzzolo
- Eugène Parlier
- Hans-Jörg Pfister
- Willy von Känel
- Didier Gigon